# Drexel A. Sprecher
Drexel Andreas Sprecher (geboren 25. März 1913 in Independence (Wisconsin); gestorben 18. März 2006 in Washington, D.C.) war ein US-amerikanischer Jurist. Er gehörte zu den Anklägern bei den Nürnberger Prozessen.

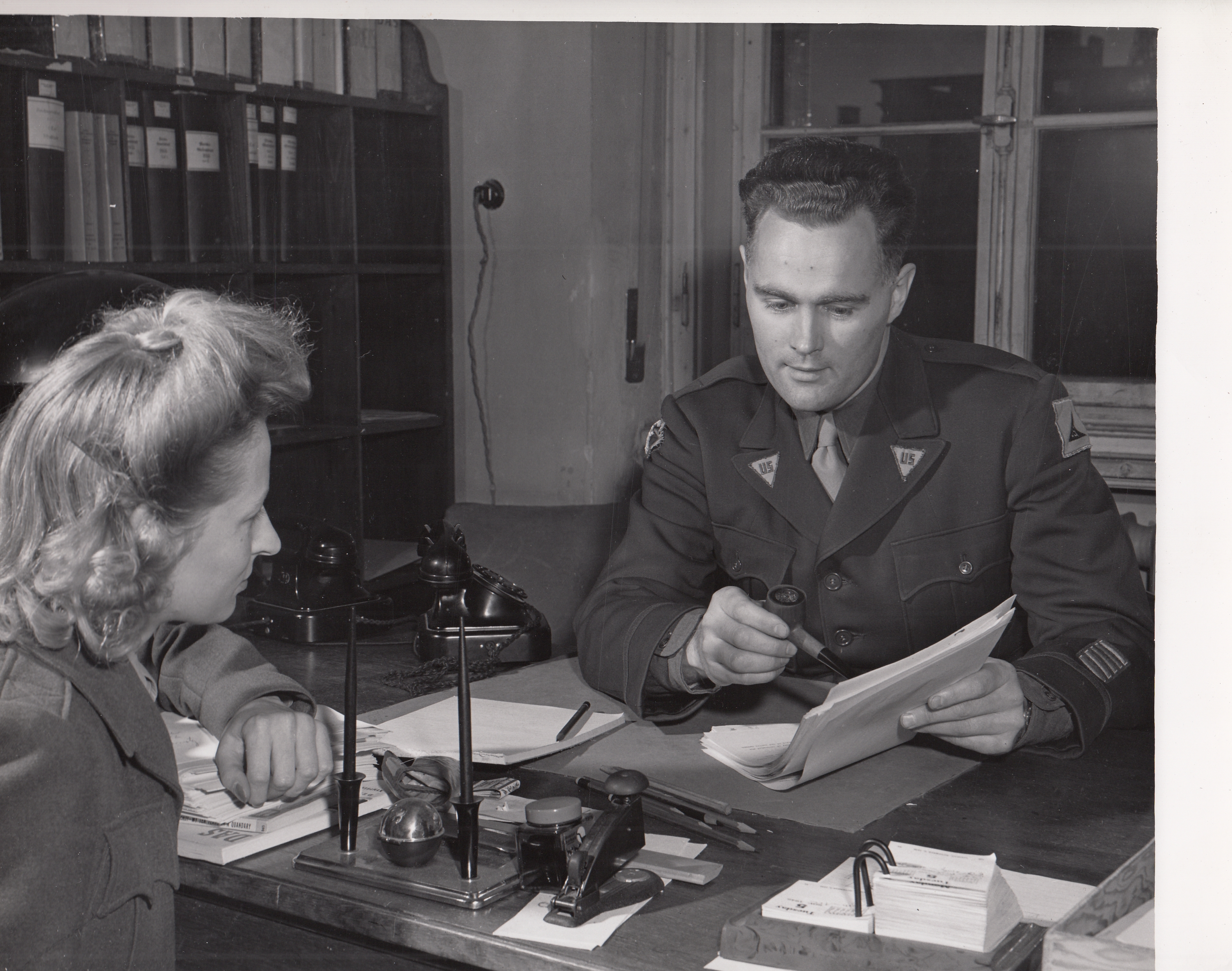
Drexel A. Sprecher (1946)

## Leben
Drexel A. Sprecher war ein Sohn des Walter Edmund Sprecher und der Florence LaVerne Maloy. Er besuchte 1930 das North Central College, Naperville und studierte an der University Wisconsin mit einem Bachelor-Abschluss in Wirtschaft im Jahr 1934. Danach ging er für ein Jahr an die London School of Economics. 1938 machte er einen Juris Doctor an der Harvard University und erhielt die Zulassung zur Bar im Staat Wisconsin. Er arbeitete als Juristischer Angestellter beim National Labor Relations Board in Washington. 1942 wurde er als Soldat der US Army eingezogen und in London und Nordafrika eingesetzt. 
Sprecher bewarb sich nach Kriegsende für das US-amerikanische Kontingent der Anklage beim Nürnberger Prozess gegen die Hauptkriegsverbrecher und arbeitete die Klage gegen Baldur von Schirach aus. Er blieb unter dem Chefankläger Telford Taylor bei den unter US-amerikanischer Regie durchgeführten Nürnberger Nachfolgeprozessen, die sich bis 1949 hinzogen, und führte das Team der Ankläger im I.G.-Farben-Prozess. Danach verantwortete er noch die Herausgabe der 15 Dokumentenbände zu den Nachfolgeprozessen (Trials of War Criminals before the Nuremberg Military Tribunals (TWC)). 
Zurück in den USA arbeitete Sprecher wieder als Anwalt und in der Geschäftsführung verschiedener Unternehmen. 1957 erhielt er die Zulassung zum Supreme Court of the United States. Er engagierte sich in der Demokratischen Partei.

## Schriften (Auswahl)
- Inside the Nuremberg Trial : a prosecutor's comprehensive account. 2 Bände. Lanham: Univ. Press of America, 1999
- Looking backward – thinking forward : a Nuremberg prosecutor's memoir with numerous commentaries on subjects of contemporary interest. Lanham, Md.: Hamilton Books, 2005